# Erich Dietrich von Rosen (Ritterschaftshauptmann)
Erich Dietrich von Rosen, seit 1731 Freiherr (* 1689; † 1735), war ein estländischer Ritterschaftshauptmann.

## Leben
Erich Dietrich war Angehöriger der estländischen Freiherrn von Rosen aus dem Hause Hochrosen-Schönangern-Sonorm. Seine Eltern waren der estländische Landrat Hans von Rosen († 1700/1701) und Britta, geborene Gräfin Stenbock aus dem Hause Bogesund († 1716).
Er vermählte sich 1732 mit Ulrike Eleonore, geborene von Patkul aus dem Hause Owerlack, verwitwete von Schlippenbach und von Essen (* 1683). Die Ehe blieb kinderlos.
Erich Dietrich war Erbherr auf Sellie und von 1715 bis 1720 estländischer Ritterschaftshauptmann. Er soll 1731 mit seinen Brüdern Hans (1685–1767), estländischer Landrat und Gustav Friedrich (1688–1769), schwedischer General, in den schwedischen Freiherrnstand gehoben worden sein.